# 2024 YR4
2024 YR4 è un asteroide Apollo di dimensioni comprese tra i 40 e i 100 metri di diametro, classificato come oggetto near-Earth. È stato scoperto tramite il programma Asteroid Terrestrial-impact Last Alert System (ATLAS) il 27 dicembre 2024, quando era a 0,00554 au (829 000 km; 2,16 LD) dalla Terra. È noto per essere fra gli oggetti a maggior rischio d'impatto con la Terra.
L'asteroide aveva effettuato un passaggio ravvicinato con la Terra il 25 dicembre 2024 (due giorni prima della scoperta) e ora si sta allontanando dalla Terra fino al suo prossimo passaggio previsto per il 17 dicembre 2028. Entro febbraio 2025, 2024 YR4 si allontanerà a tal punto da essere troppo debole per essere osservato dai telescopi a terra e per definire con maggior accuratezza la sua orbita. Nonostante ciò, i telescopi spaziali a infrarossi possono continuare a monitorare l'asteroide più a lungo. Il telescopio spaziale James Webb ha in programma il monitoraggio dell'asteroide fra marzo e maggio 2025.

## Caratteristiche

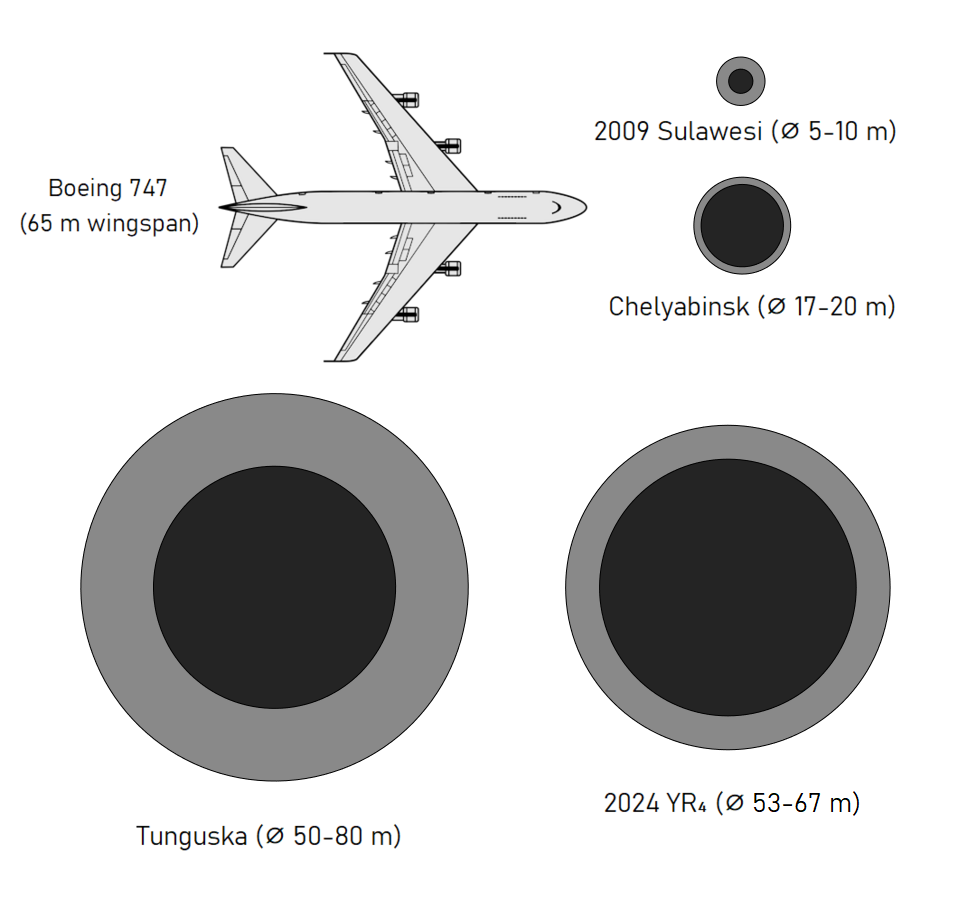
Le dimensioni di a confronto con quelle di altri bolidi noti

Il diametro di 2024 YR4 non è stato misurato, ma può essere stimato dalla sua luminosità (magnitudine assoluta) utilizzando un intervallo di valori plausibili per la sua riflettività superficiale (albedo geometrica). Se 2024 YR4 riflette tra il 5% e il 25% della luce visibile, allora il suo diametro è compreso tra 40 e 100 m. La NASA stima un diametro di 55 m per un'albedo geometrica presunta di 0,154. Queste stime rendono l'asteroide all'incirca delle stesse dimensioni di quello che ha causato l'evento di Tunguska nel 1908 o dell'asteroide che ha creato il Meteor Crater in Arizona.
La massa può essere stimata dalla densità presunta. La NASA stima una massa di 2,2×108 kg per una densità di 2,6 g/cm³. Utilizzando il diametro, la massa e la densità stimati dalla NASA, l'asteroide rilascerebbe l'equivalente in TNT di 8 megatoni se dovesse impattare sulla Terra a una velocità di 17,32 km/s. Questa quantità di energia è sufficiente a causare un'esplosione che causerebbe una distruzione localizzata fino a 50 km dal sito dell'impatto.

### Periodo di rotazione e composizione

Il movimento di ripreso da VLT

Le analisi spettroscopiche preliminari ottenute con il Gran Telescopio Canarias e col Lowell Discovery Telescope suggeriscono che 2024 YR4 sia un asteroide di tipo S o di tipo L. Entrambi i tipi indicano una composizione rocciosa.
Le osservazioni fotometriche del Very Large Telescope (VLT) e del telescopio danese da 1,54 metri situato presso l'Osservatorio di La Silla indicano che 2024 YR4 ha un periodo di rotazione di circa 19,5 minuti. La luminosità di 2024 YR4 varia di 0,42 magnitudini durante la rotazione, indicando che ha una forma allungata. Il VLT ha anche osservato 2024 YR4 a più angoli di fase, da 5° a 35°, il che consente la costruzione di una curva di fase che può limitare le proprietà superficiali dell'asteroide.

Animazione dell'orbita di 2024 YR4 attorno al sole e del passaggio ravvicinato del 2032
2024 YR4·
Sole·
Mercurio·
Venere·
Terra·
Marte

## Rischio d'impatto con la Terra

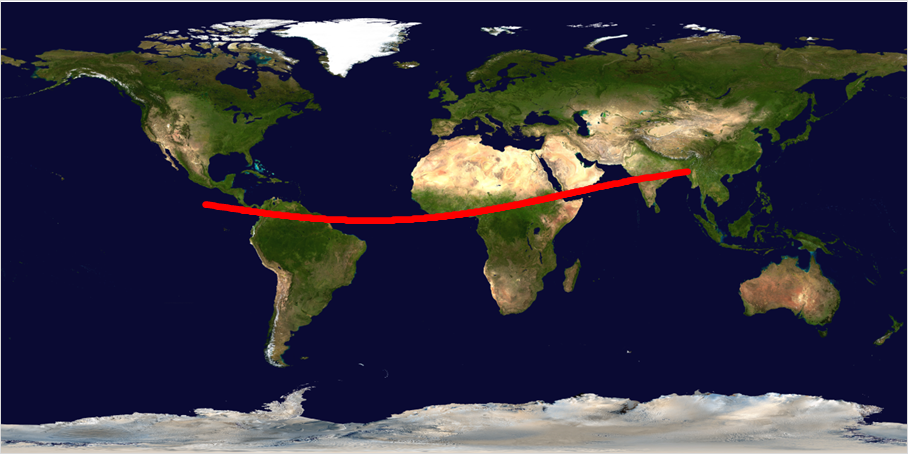
Corridoio di rischio di impatto di

Il 27 gennaio 2025, gli è stato assegnato il valore 3 sulla scala Torino per un possibile impatto il 22 dicembre 2032 alle 14:10 UTC (mercoledì). Il 6 febbraio 2025 la probabilità di impatto è salita ad 1 su 45 (2,2%), probabilità quasi raddoppiata rispetto alla stima iniziale (1 su 83 pari all'1,2%), mentre il suo valore sulla scala Palermo è aumentato –0,32 secondo il sistema di previsione dell'impatto Sentry della NASA. La scoperta ha innescato il primo passo nelle iniziative di difesa planetaria, per cui tutti gli osservatori disponibili sono invitati a raccogliere dati sull'oggetto.
Con un arco di osservazione di 43 giorni e 315 osservazioni, al 18 febbraio 2025, la probabilità d'impatto di 2024 YR4 è aumentata ad 1 su 31 (3,01 %, con un'incertezza di 458000 km), con il più alto valore della scala Palermo registrato per questo oggetto (−0,18). A causa delle grandi dimensioni di 2024 YR4 (da 40 a 90 metri di diametro) e della sua probabilità di impatto superiore all'1%, è classificato con il valore 3 sulla scala Torino. Si tratta del secondo punteggio più alto mai raggiunto da un asteroide sulla scala di Torino, dopo 99942 Apophis che aveva ottenuto il punteggio 4 (massima probabilità 1:37). In base al corridoio di rischio, la probabilità che l'oggetto in caso d'impatto finisca in mare è poco meno del 50%.. 
Il rischio d'impatto è drasticamente sceso il 20 febbraio 2025, al valore di 1:95 (1,06%), e in seguito ulteriormente sceso a 1:370 (0,27%), facendo diminuire i valori della Scala Torino a 1 e della scala Palermo a −1,23.. Il 25 febbraio 2025, infine, l'ESA comunica che il rischio d'impatto è sceso allo 0,001% e il valore della Scala Torino viene portato a 0.

### Osservazioni precedenti la scoperta
La prima osservazione pre-scoperta nota al momento di 2024 YR4 è datata 25 dicembre 2024, sebbene la posizione misurata dell'asteroide in quell'osservazione sia scarsa. Una ricerca attraverso le immagini d'archivio risalenti al 2016 non ha permesso di individuare 2024 YR4; il ricercatore astrofilo californiano Sam Deen ritiene che l'assenza di passaggi ravvicinati sia un indizio che molto probabilmente l'asteroide non effettuerà un perigeo precoce tra i 120000 e 1000000 di chilometri, o tra i 350000 e i 740000 km nella traiettoria di "ritorno", escludendo circa fra il 60% e l'80% delle possibili traiettorie non impattanti. Ciò aumenterebbe la probabilità di impatto di 2024 YR4 al 3–6%, a seconda che l'osservazione pre-scoperta del 25 dicembre 2024 sia inclusa nel calcolo o meno.

### Possibile impatto con la Luna
Secondo David Rankin, ingegnere della Catalina Sky Survey dell'Università dell'Arizona, 2024 YR4 ha una probabilità dello 0.3% di impattare con la Luna il 22 dicembre 2032 attorno alle 15:17–15:21 UT. Un impatto prima delle 15:18 sarebbe visibile nella parte in ombra della luna gibbosa calante. L'approccio nominale alla luna avverrebbe attorno alle 16:04 UT ± 7 ore a una distanza di 4300 km.
Se l'asteroide impattasse la superficie lunare a una velocità di 13.89 km/s, potrebbe creare un cratere con un diametro compreso fra i 500 m e i 2000 m, rilasciando 5,2 megatoni (21,8 PJ) di energia, un'esplosione 343 volte più energetica della bomba atomica di Hiroshima. La zona di impatto si estenderebbe fra il Mare Crisium, una pianura di lava solidificata, e il cratere Tycho, entrambi situati sul lato visibile della Luna.
Michael Busch dell'SETI Institute fa notare che un'esplosione sulla superficie lunare "sarebbe molto evidente per qualsiasi veicolo spaziale o satellite che si trovasse a osservare la Luna" ma potrebbe non essere visibile agli occhi dei non esperti sulla Terra a causa della luminosità della Luna. Altri astronomi, invece, ritengono che l'impatto sarebbe visibile dalla Terra. Gareth Collins ha suggerito che "il lampo causato dal vaporizzarsi della roccia a causa dell'impatto sarebbe visibile dalla Terra anche in pieno giorno", mentre Daniel Bamberger del Northolt Branch Observatories di Londra ha dichiarato che l'impatto "potrebbe essere più luminoso della Luna piena" essendo quindi visibile chiaramente a occhio nudo.

### Evoluzione delle stime sul passaggio ravvicinato nominale di2024 YR4per il 22 dicembre 2032
| Data              | Arco di osservazione (in giorni) | JPL Horizons distanza dalla Terra (AU) | Incertezza (3-sigma)  | Probabilità di impatto | Scala Torino | Scala Palermo (massimo) |
| ----------------- | -------------------------------- | -------------------------------------- | --------------------- | ---------------------- | ------------ | ----------------------- |
| 2024.12.29        | 1 (16 osservazioni)              |                                        |                       | 1:1860                 | 1            |                         |
| 2024.12.30        | 2 (53 osservazioni)              |                                        |                       | 1:1040                 | 1            |                         |
| 2024.12.31        | 3 (71 osservazioni)              |                                        |                       | 1:920                  | 1            |                         |
| 2025.1.1          | 4 (87 osservazioni)              |                                        |                       | 1:870                  | 1            |                         |
| 2025.1.2          | 6 (109 osservazioni)             |                                        |                       | 1:842                  | 1            |                         |
| 2025.1.3          | 7 (120 osservazioni)             |                                        |                       | 1:760                  | 1            |                         |
| 2025.1.4          | 8 (137 osservazioni)             |                                        |                       | 1:730                  | 1            |                         |
| 2025.1.7          | 10 (145 osservazioni)            |                                        |                       | 1:710                  | 1            |                         |
| 2025.1.11         | 14 (170 osservazioni)            |                                        |                       | 1:630                  | 1            |                         |
| 2025.1.18         | 22 (185 osservazioni)            |                                        |                       | 1:610                  | 1            |                         |
| 2025.1.20         | 25 (192 osservazioni)            |                                        |                       | 1:550                  | 1            |                         |
| 2025.1.21         | 26 (198 osservazioni)            |                                        |                       | 1:320                  | 1            |                         |
| JPL #27 2025.1.22 | 26 (198 osservazioni)            |                                        |                       | 1:190                  | 1            | -0,93                   |
| JPL #32 2025.1.23 | 29 (219 osservazioni)            | 0,00171                                | ± 2,28 milioni di km  | 1:110                  | 1            | -0,69                   |
| JPL #34 2025.1.24 | 30 (227 osservazioni)            | 0,00113                                | ± 1,96 milioni di km  | 1:110                  | 1            | -0,69                   |
| JPL #35 2025.1.27 | 33 (238 osservazioni)            | 0 00005                                | ± 1,605 milioni di km | 1:83                   | 3            | -0,57                   |
| JPL #36 2025.1.28 | 34 (245 osservazioni)            | 0 00071                                | ± 1,55 milioni di km  | 1:83                   | 3            | -0,56                   |
| JPL #37 2025.1.29 | 35 (257 osservazioni)            | 0 00085                                | ± 1,408 milioni di km | 1:77                   | 3            | -0,53                   |
| JPL #38 2025.1.30 | 36 (261 osservazioni)            | 0 00087                                | ± 1,408 milioni di km | 1:77                   | 3            | -0,53                   |
| JPL #40 2025.1.31 | 37 (276 osservazioni)            | 0 00046                                | ± 1,21 milioni di km  | 1:63                   | 3            | -0,47                   |
| JPL #41 2025.2.1  | 38 (284 osservazioni)            | 0 00037                                | ± 1,121 milioni di km | 1:59                   | 3            | -0,43                   |
| JPL #42 2025.2.2  | 39 (289 osservazioni)            | 0,00185                                | ± 1,049 milioni di km | 1:71                   | 3            | -0,52                   |
| JPL #43 2025.2.3  | 40 (292 osservazioni)            | 0,00165                                | ± 998.000 km          | 1:67                   | 3            | -0,49                   |
| JPL #44 2025.2.4  | 41 (294 osservazioni)            | 0,00151                                | ± 982.000 km          | 1:63                   | 3            | -0,46                   |
| JPL #45 2025.2.5  | 42 (307 osservazioni)            | 0.00116                                | ± 892 000 km          | 1:53                   | 3            | -0.40                   |
| JPL #46 2025.2.6  | 43 (315 osservazioni)            | 0.00059                                | ± 819 000 km          | 1:43                   | 3            | -0.31                   |
| JPL #47 2025.2.7  | 43 (325 osservazioni)            | 0.00080                                | ± 792 000 km          | 1:45                   | 3            | -0.32                   |
| JPL #48 2025.2.8  | 44 (336 osservazioni)            | 0.00061                                | ± 765 000 km          | 1:42                   | 3            | -0.29                   |
| JPL #49 2025.2.9  | 45 (343 osservazioni)            | 0.00105                                | ± 739 000 km          | 1:45                   | 3            | -0.34                   |
| JPL #50 2025.2.10 | 45 (347 osservazioni)            | 0.00112                                | ± 712 000 km          | 1:48                   | 3            | -0.34                   |
| JPL #51 2025.2.12 | 45 (348 osservazioni)            | 0.00114                                | ± 712 000 km          | 1:48                   | 3            | -0.35                   |
| JPL #53 2025.2.13 | 45 (346 osservazioni)            | 0.00112                                | ± 712 000 km          | 1:48                   | 3            | -0.34                   |
| JPL #54 2025.2.14 | 45 (354 osservazioni)            | 0.00105                                | ± 707 000 km          | 1:45                   | 3            | -0.33                   |
| JPL #55 2025.2.15 | 45 (363 osservazioni)            | 0.00105                                | ± 707 000 km          | 1:45                   | 3            | -0.33                   |
| JPL #56 2025.2.17 | 54 (368 osservazioni)            | 0.00099                                | ± 481 000 km          | 1:38                   | 3            | -0.25                   |
| JPL #57 2025.2.18 | 55 (370 osservazioni)            | 0.00082                                | ± 458 000 km          | 1:31                   | 3            | -0.18                   |
| JPL #58 2025.2.18 | 56 (378 osservazioni)            | 0.00145                                | ± 356 000 km          |                        | 3            |                         |
| JPL #59 2025.2.19 | 56 (376 osservazioni)            | 0.00133                                | ± 379 000 km          | 1:67                   | 3            | -0.51                   |
| JPL #60 2025.2.20 | 57 (391 osservazioni)            | 0.00161                                | ± 291 000 km          | 1:370                  | 1            | -1.23                   |
| JPL #61 2025.2.21 | 58 (392 osservazioni)            | 0.00153                                | ± 287 000 km          | 1:280                  | 1            | -1.11                   |
| JPL #62 2025.2.22 | 59 (404 osservazioni)            | 0.00147                                | ± 275 000 km          | 1:280                  | 1            | -1.11                   |
| JPL #63 2025.2.23 | 60 (418 osservazioni)            | 0.00179                                | ± 207 000 km          | 1:26 000               | 0            | -3,08                   |

Per riferimento 1 raggio di orbita terrestre geostazionaria è pari a 0,00028187567 au.